# HMS L69
Pour les articles homonymes, voir L69 (homonymie).
Le HMS L69 était un sous-marin britannique de classe L de modèle tardif, construit pour la Royal Navy pendant la Première Guerre mondiale. Le bateau n’a pas été achevé avant la fin de la guerre, et il a été vendu à la ferraille en 1939.

## Conception
Le HMS L52 et les navires de classe L qui l’ont suivi ont été modifiés pour maximiser le nombre de tubes lance-torpilles de 21 pouces (533 mm) emportés dans l’étrave. Ces sous-marins avaient une longueur totale de 71,6 m, un maître-bau de 7,2 m et un tirant d'eau moyen de 4 m. Ils avaient un déplacement de 929 tonnes en surface, et 1 106 tonnes en immersion. Les sous-marins de classe L avaient un équipage de 44 officiers et matelots. Ils avaient une profondeur de plongée de 150 pieds (45,7 m).
Pour la navigation en surface, ces navires étaient propulsés par deux moteurs diesel Vickers à 12 cylindres de 1 200 ch (895 kW), chacun entraînant un arbre d'hélice. En immersion, chaque hélice était entraînée par un moteur électriques de 600 ch (447 kW). Ils pouvaient atteindre la vitesse de 17 nœuds (31 km/h) en surface et 10,5 nœuds (19,4 km/h) sous l’eau. En surface, la classe L groupe 3 avait un rayon d'action de 4 200 milles marins (7 800 km) à 10 nœuds (19 km/h).
Les navires étaient armés de six tubes lance-torpilles de 21 pouces dans l’étrave. Ils transportaient huit torpilles de recharge et un total de douze torpilles. Ils étaient également armés de deux canons de pont de 4 pouces (102 mm).

## Engagements
Le HMS L69 fut construit par William Beardmore and Company à son chantier naval de Dalmuir. Sa quille fut posée le 7 juillet 1917 et il est lancé le 6 décembre 1918. Il est ensuite remorqué jusqu’au chantier naval royal de Rosyth où il est achevé le 18 avril 1923. Le bateau a été vendu pour la ferraille à Arnott Young en février 1939.